# 奥尔佳·阿尔汉格尔斯卡亚
奥尔佳·阿尔汉格尔斯卡亚（俄語：Ольга Архангельская，1981年3月20日—），本名奥尔佳·戈洛瓦诺娃（俄語：Ольга Голованова），俄羅斯女子羽毛球運動員。

## 簡歷
2013年8月，奥尔佳·戈洛瓦诺娃參加中國廣州舉行的世界羽毛球錦標賽，出戰女子單打項目，首圈以2-0擊敗白俄羅斯選手阿莱西亚·扎伊特萨娃晉級，但在第二圈就以0比2（5-21、4-21）大敗給3號種子、印度的塞娜·内维尔出局。
2014年8月，戈洛瓦诺娃參加丹麥哥本哈根舉行的世界羽毛球錦標賽，出戰女子單打項目。首圈以2-0擊敗保加利亞選手琳达·塞奇妮晉級，但在第二圈就以0比2（12-21、17-21）不敵11號種子、印度的普萨拉·文卡塔·辛杜出局。

## 主要比賽成績
只列出曾進入準決賽的國際賽事成績：
| 年份   | 賽事                     | 公開賽級別 | 項目     | 搭檔                      | 成績   |
| ------ | ------------------------ | ---------- | -------- | ------------------------- | ------ |
| 2008年 | 羅馬尼亞羽毛球國際賽     | 國際系列賽 | 女子單打 | －                        | 亞軍   |
| 2008年 | 羅馬尼亞羽毛球國際賽     | 國際系列賽 | 女子雙打 | 安娜斯塔西亚·普洛科朋科   | 冠軍   |
| 2009年 | 愛沙尼亞羽毛球國際賽     | 國際系列賽 | 女子單打 | －                        | 準決賽 |
| 2009年 | 白夜羽毛球賽             | 國際挑戰賽 | 女子雙打 | 塔吉娜·比比克             | 準決賽 |
| 2009年 | 哈爾科夫羽毛球國際賽     | 國際系列賽 | 女子雙打 | 塔吉娜·比比克             | 亞軍   |
| 2009年 | 俄羅斯羽毛球大獎賽       | 大獎賽     | 女子雙打 | 塔吉娜·比比克             | 亞軍   |
| 2009年 | 匈牙利羽毛球國際賽       | 國際系列賽 | 女子雙打 | 塔吉娜·比比克             | 冠軍   |
| 2010年 | 波蘭羽毛球國際賽         | 國際挑戰賽 | 女子雙打 | 塔吉娜·比比克             | 準決賽 |
| 2010年 | 白夜羽毛球賽             | 國際挑戰賽 | 女子雙打 | 塔吉娜·比比克             | 準決賽 |
| 2010年 | 保加利亞羽毛球國際賽     | 國際挑戰賽 | 女子雙打 | 塔吉娜·比比克             | 亞軍   |
| 2010年 | 塞浦路斯羽毛球國際賽     | 國際系列賽 | 女子單打 | －                        | 亞軍   |
| 2010年 | 塞浦路斯羽毛球國際賽     | 國際系列賽 | 女子雙打 | 阿纳斯塔西娅·哈尔兰波维奇 | 準決賽 |
| 2010年 | 意大利羽毛球國際賽       | 國際挑戰賽 | 女子雙打 | 塔吉娜·比比克             | 準決賽 |
| 2011年 | 白夜羽毛球賽             | 國際挑戰賽 | 女子雙打 | 塔吉娜·比比克             | 亞軍   |
| 2011年 | 土耳其羽毛球國際賽       | 國際系列賽 | 女子單打 | －                        | 準決賽 |
| 2012年 | 俄羅斯羽毛球大獎賽       | 大獎賽     | 女子雙打 | Anastasia Panushkina      | 準決賽 |
| 2012年 | 波蘭羽毛球公開賽         | 國際系列賽 | 女子單打 | －                        | 準決賽 |
| 2012年 | 哈爾科夫羽毛球國際賽     | 國際挑戰賽 | 女子單打 | －                        | 準決賽 |
| 2012年 | 哈爾科夫羽毛球國際賽     | 國際挑戰賽 | 女子雙打 | Anastasia Panushkina      | 準決賽 |
| 2012年 | 匈牙利羽毛球國際賽       | 國際系列賽 | 女子單打 | －                        | 亞軍   |
| 2012年 | 威爾斯羽毛球國際賽       | 國際挑戰賽 | 女子單打 | －                        | 準決賽 |
| 2013年 | 斯洛文尼亞羽毛球國際賽   | 國際系列賽 | 女子單打 | －                        | 準決賽 |
| 2013年 | 斯洛文尼亞羽毛球國際賽   | 國際系列賽 | 女子雙打 | Daria Zykova              | 準決賽 |
| 2013年 | 白夜羽毛球賽             | 國際挑戰賽 | 女子單打 | －                        | 準決賽 |
| 2013年 | 俄羅斯羽毛球大獎賽       | 大獎賽     | 女子單打 | －                        | 準決賽 |
| 2013年 | 俄羅斯羽毛球大獎賽       | 大獎賽     | 女子雙打 | 维多利亚·沃罗比娃         | 準決賽 |
| 2013年 | 匈牙利羽毛球國際賽       | 國際系列賽 | 女子單打 | －                        | 冠軍   |
| 2013年 | 匈牙利羽毛球國際賽       | 國際系列賽 | 女子雙打 | 维多利亚·沃罗比娃         | 冠軍   |
| 2013年 | 以色列夏瑣羽毛球國際賽   | 國際系列賽 | 女子單打 | －                        | 亞軍   |
| 2013年 | 以色列夏瑣羽毛球國際賽   | 國際系列賽 | 女子雙打 | 维多利亚·沃罗比娃         | 冠軍   |
| 2013年 | 土耳其羽毛球國際賽       | 國際系列賽 | 女子單打 | －                        | 準決賽 |
| 2014年 | 奧地利羽毛球國際挑戰賽   | 國際挑戰賽 | 女子雙打 | 维多利亚·沃罗比娃         | 亞軍   |
| 2014年 | 歐洲女子羽毛球團體錦標賽 | 其他       | 女子團體 | －                        | 亞軍   |
| 2014年 | 波蘭羽毛球公開賽         | 國際挑戰賽 | 女子單打 | －                        | 準決賽 |
| 2014年 | 芬蘭羽毛球公開賽         | 國際挑戰賽 | 女子雙打 | 维多利亚·沃罗比娃         | 準決賽 |
| 2014年 | 白夜羽毛球賽             | 國際挑戰賽 | 女子雙打 | 维多利亚·沃罗比娃         | 亞軍   |
| 2014年 | 匈牙利羽毛球國際賽       | 國際系列賽 | 女子單打 | －                        | 準決賽 |
| 2014年 | 匈牙利羽毛球國際賽       | 國際系列賽 | 女子雙打 | 塔吉娜·比比克             | 準決賽 |
| 2014年 | 芬蘭羽毛球國際賽         | 國際系列賽 | 女子單打 | －                        | 冠軍   |
| 2015年 | 愛沙尼亞羽毛球國際賽     | 國際系列賽 | 女子單打 | －                        | 冠軍   |
| 2015年 | 克羅地亞羽毛球國際賽     | 國際系列賽 | 女子單打 | －                        | 冠軍   |
| 2016年 | 匈牙利羽毛球國際賽       | 國際系列賽 | 女子單打 | －                        | 準決賽 |
| 2017年 | 斯洛文尼亞羽毛球國際賽   | 國際系列賽 | 女子雙打 | 纳塔莉亚·罗戈娃           | 冠軍   |
| 2017年 | 拉脫維亞羽毛球國際賽     | 未來系列賽 | 女子單打 | －                        | 亞軍   |
| 2017年 | 拉脫維亞羽毛球國際賽     | 未來系列賽 | 女子雙打 | 纳塔莉亚·罗戈娃           | 冠軍   |
| 2018年 | 白俄羅斯羽毛球國際賽     | 未來系列賽 | 女子雙打 | 伊丽莎韦塔·塔拉索娃       | 冠軍   |

| 2007-2017年 | 首要超級賽 | 超級賽 | 黃金大獎賽 | 大獎賽 | 國際挑戰賽 | 國際系列賽 | 未來系列賽 | 其他 |

| 2018-2026年 | 總決賽 | 超級1000賽 | 超級750賽 | 超級500賽 | 超級300賽 | 超級100賽 | 國際挑戰賽 | 國際系列賽 | 未來系列賽 | 其他 |

### 奧運會和世錦賽參賽紀錄
|          | 搭檔                    | 2009 | 2010 | 2011 | 2012 | 2013 | 2014 |
| -------- | ----------------------- | ---- | ---- | ---- | ---- | ---- | ---- |
| 女子單打 | －                      | －   | －   | －   | －   | 32強 | 32強 |
|          |                         |      |      |      |      |      |      |
| 女子雙打 | 安娜斯塔西亚·普洛科朋科 | 48強 | －   | －   | －   | －   | －   |